# Championnat d'Écosse de football 1925-1926
Navigation
Édition précédente Édition suivante
La 36e édition du championnat d'Écosse de football est remportée par le Celtic FC. C’est le dix-septième titre de champion du club de Glasgow. Le Celtic  gagne avec huit points d’avance sur les Airdrieonians. Heart of Midlothian complète le podium.
Le système de promotion/relégation reste en place: descente et montée automatique, sans matchs de barrage pour les deux derniers de première division et les deux premiers de deuxième division. Ayr United et Third Lanark AC descendent en deuxième division. Ils sont remplacés pour la saison 1925/26 par Dundee United et Clydebank FC.
Avec 40 buts marqués en 38 matchs,  William Devlin de Cowdenbeath FC remporte pour la deuxième fois consécutive le titre de meilleur buteur du championnat.

## Les clubs de l'édition 1925-1926
| Club                              | Ville       |
| --------------------------------- | ----------- |
| Aberdeen Football Club            | Aberdeen    |
| Airdrieonians Football Club       | Airdrie     |
| Celtic Football Club              | Glasgow     |
| Clydebank Football Club           | Clydebank   |
| Cowdenbeath Football Club         | Cowdenbeath |
| Dundee Football Club              | Dundee      |
| Dundee United Football Club       | Dundee      |
| Falkirk Football Club             | Falkirk     |
| Greenock Morton Football Club     | Greenock    |
| Hamilton Academical Football Club | Hamilton    |
| Heart of Midlothian Football Club | Édimbourg   |
| Hibernian Football Club           | Leith       |
| Kilmarnock Football Club          | Kilmarnock  |
| Motherwell Football Club          | Motherwell  |
| Partick Thistle Football Club     | Glasgow     |
| Queen's Park Football Club        | Glasgow     |
| Raith Rovers Football Club        | Kirkcaldy   |
| Rangers Football Club             | Glasgow     |
| Saint Johnstone Football Club     | Perth       |
| Saint Mirren Football Club        | Paisley     |

## Compétition

### Classement
Le classement est établi sur le barème de points classique (victoire à 2 points, match nul à 1, défaite à 0).
| Rang | Équipe              | Pts | J  | G  | N  | P  | Bp | Bc | Diff |
| ---- | ------------------- | --- | -- | -- | -- | -- | -- | -- | ---- |
| 1    | Celtic FC           | 58  | 38 | 25 | 8  | 5  | 97 | 40 | +57  |
| 2    | Airdrieonians       | 50  | 38 | 23 | 4  | 11 | 95 | 54 | +41  |
| 3    | Heart of Midlothian | 50  | 38 | 21 | 8  | 9  | 87 | 56 | +31  |
| 4    | Saint Mirren C      | 47  | 38 | 20 | 7  | 11 | 63 | 52 | +11  |
| 5    | Motherwell FC       | 46  | 38 | 19 | 8  | 11 | 67 | 46 | +21  |
| 6    | Rangers FC T        | 44  | 38 | 19 | 6  | 13 | 79 | 55 | +24  |
| 7    | Cowdenbeath FC      | 42  | 38 | 18 | 6  | 14 | 87 | 68 | +19  |
| 8    | Falkirk FC          | 42  | 38 | 14 | 14 | 10 | 61 | 57 | +4   |
| 9    | Kilmarnock FC       | 41  | 38 | 17 | 7  | 14 | 61 | 57 | +4   |
| 10   | Dundee FC           | 37  | 38 | 14 | 9  | 15 | 47 | 59 | -12  |
| 11   | Aberdeen FC         | 36  | 38 | 13 | 10 | 15 | 49 | 54 | -5   |
| 12   | Hamilton Academical | 35  | 38 | 13 | 9  | 16 | 68 | 79 | -11  |
| 13   | Queen's Park FC     | 34  | 38 | 15 | 4  | 19 | 70 | 81 | -11  |
| 14   | Partick Thistle FC  | 33  | 38 | 10 | 15 | 15 | 64 | 73 | -9   |
| 15   | Greenock Morton     | 31  | 38 | 12 | 7  | 19 | 57 | 84 | -27  |
| 16   | Hibernian FC        | 30  | 38 | 12 | 6  | 20 | 72 | 77 | -5   |
| 17   | Dundee United P     | 28  | 38 | 11 | 6  | 21 | 52 | 74 | -22  |
| 18   | Saint Johnstone     | 28  | 38 | 9  | 10 | 19 | 43 | 78 | -35  |
| 19   | Raith Rovers        | 26  | 38 | 11 | 4  | 23 | 46 | 81 | -35  |
| 20   | Clydebank FC P      | 22  | 38 | 7  | 8  | 23 | 55 | 92 | -37  |

| Légende : Qualifications et relégations | Légende : Qualifications et relégations                           |
| --------------------------------------- | ----------------------------------------------------------------- |
|                                         | Champion d'Écosse                                                 |
|                                         | Relégation en deuxième division                                   |
|                                         | T : Tenant du titre C : Vainqueur de la Coupe d'Écosse P : Promus |

## Bilan de la saison
| Tableau d'Honneur                |              |
| Compétition                      | Vainqueur    |
| Championnat d'Écosse de football | Celtic FC    |
| Coupe d'Écosse de football       | Saint Mirren |

| Promotions et relégations |                               |
| Promus                    | Dunfermline Athletic Clyde FC |
| Relégués                  | Raith Rovers Clydebank FC     |

## Statistiques

### Meilleur buteur
1. William Devlin, Cowdenbeath FC, 40 buts